# The Score – An Epic Journey
The Score – An Epic Journey – ścieżka dźwiękowa do filmu Joyride (2005) nagrana przez holenderski zespół symfoniczno metalowy Epica. Większość utworów na płycie jest instrumentalna, tylko w czterech można usłyszeć głos wokalistki Simone Simons.

## Lista utworów
Opracowano na podstawie materiału źródłowego.
1. „Vengeance Is Mine” – 1:54
2. „Unholy Trinity” – 3:09
3. „The Valley” – 2:09
4. „Caught in a Web” – 4:27
5. „Insomnia” – 2:08
6. „Under the Aegis” – 2:49
7. „Trois Vierges” (Solo Version) – 4:42
8. „Mystica” – 2:48
9. „Valley of Sins” – 5:41
10. „Empty Gaze” – 2:10
11. „The Alleged Paradigm” – 2:26
12. „Supremacy” – 3:22
13. „Beyond the Depth” – 1:58
14. „Epitome” – 1:19
15. „Inevitable Embrace” – 3:52
16. „Angel of Death” – 3:30
17. „The Ultimate Return” – 4:50
18. „Trois Vierges” (Reprise) – 2:07
19. „Solitary Ground” (Single Version) – 4:08
20. „Quietus” (Score Version) – 6:27

## Twórcy
Opracowano na podstawie materiału źródłowego.
- Simone Simons – śpiew
- Alev Akcos, James Bush, Jörn Kellerman – wiolonczela
- Mark Jansen, Miro, Olaf Reitmeier, Sascha Paeth, Yves Huts – produkcja muzyczna
- Mark Jansen – realizacja
- Astrid Müller, David Schlage, Marie-Theres Stumpf, Nikolaus Schlierf, Patrick Sepec – altówka
- Andreas Pfaff, Barbara Bultmann, Benjamin Spillner, Gregor Dierck, Swantje Tessmann, Thomas Glöckner, Tobias Rempe – skrzypce

## Pozycje na listach
| Lista   | Kraj     | Pozycja |
| ------- | -------- | ------- |
| Top 100 | Holandia | 54      |